# Fes el-Bali

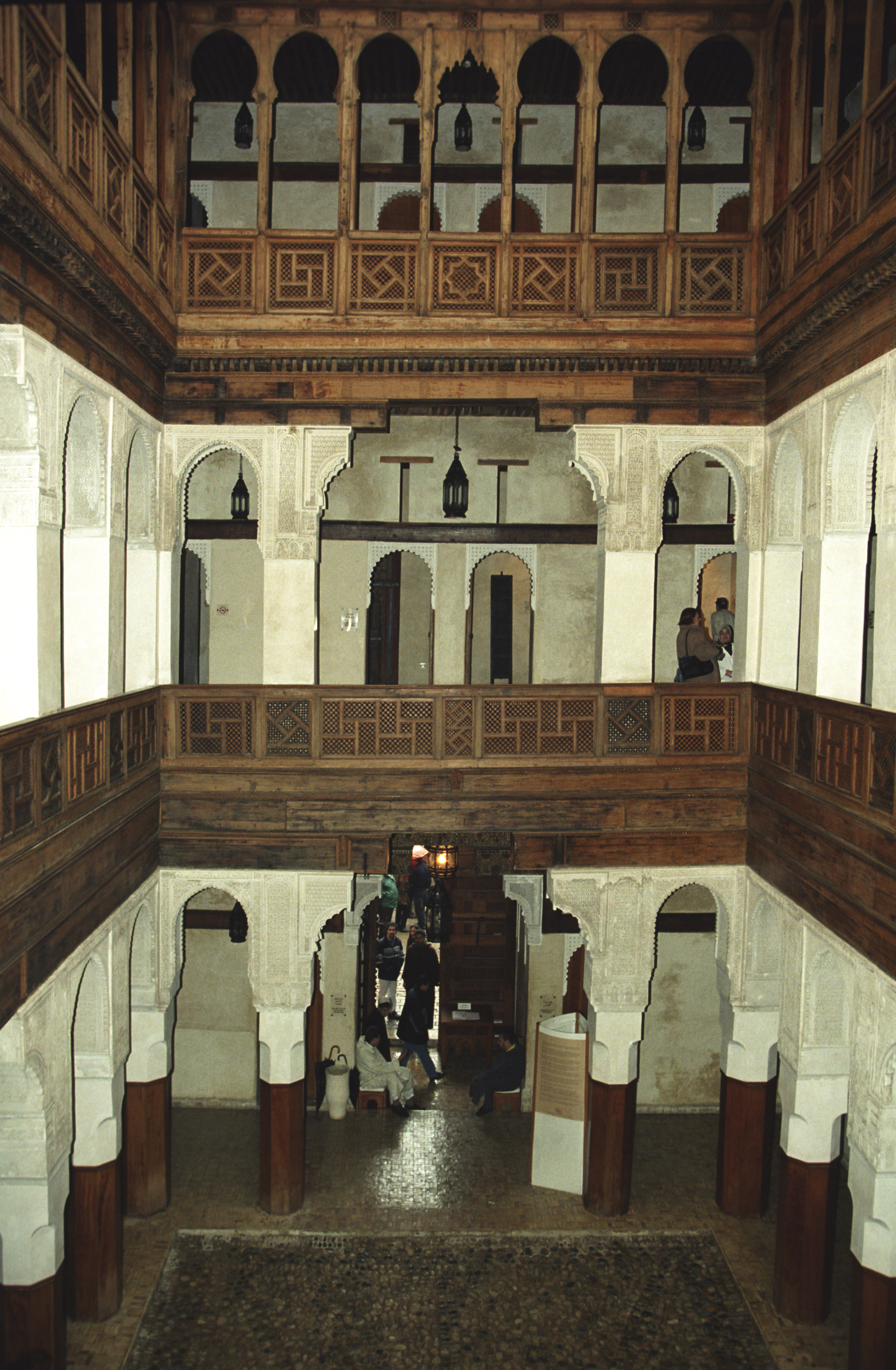
Funduq al-Nejjarine, XVII secolo.

Fes el-Bali (in arabo فاس البالي‎?, Fās al-Bālī) è la più antica parte murata di Fès, in Marocco. Fās al-Bālī fu originariamente fondata come capitale della dinastia degli Idrisidi tra il 789  e l'808. Oltre ad essere famosa per ospitare la più antica università del mondo islamico, si crede che Fās al-Bālī, con una popolazione totale di 156 000 persone, sia la più grande area urbana del mondo in cui sia vietato il transito delle automobili.

Fās al-Bālī è diventata un patrimonio dell'umanità dell'UNESCO nel 1981, col nome di Medina di Fez. Il sito UNESCO comprende il tessuto urbano di Fās al-Bālī, le sue mura, e la zona circostante. Fās al-Bālī è, assieme a Fās al-Jadīd e alla francese Ville nouvelle, uno dei tre principali distretti di Fès.

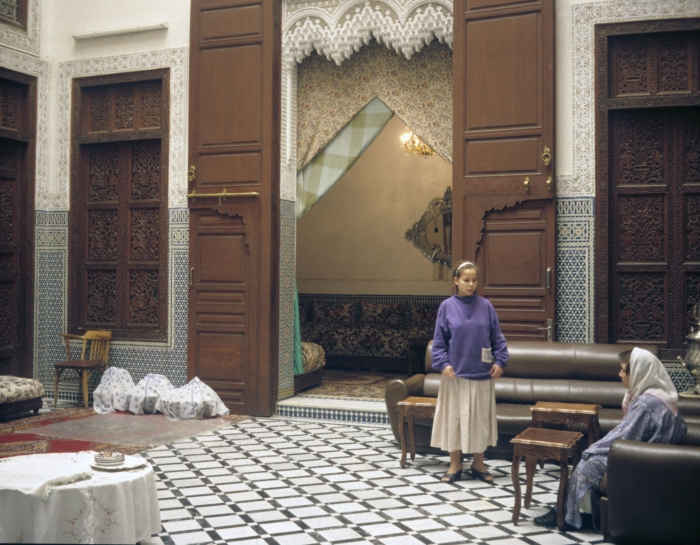
Cortile centrale di un riyad, tipica casa della medina (città vecchia)

## Storia

### Storia antica
Dinastia degli Idrisidi (789-927) 
Come capitale dell'impero appena acquisito, Idrīs ibn ʿAbd Allāh scelse di costruire una nuova città sulla riva destra del fiume Fes nel 789. Inizialmente buona parte della popolazione era composta da rifugiati che fuggivano da una rivolta scoppiata a Cordova (attuale Spagna)  Nell'809 suo figlio, Idris II, decise di fondare una propria capitale sulla riva opposta del fiume Fes. Anche questa volta molti rifugiati decisero di insediarsi nella nuova città, stavolta provenienti dalla rivolta di Qayrawan (situata nell'odierna Tunisia).
Anche se erano separate solo dal piccolo fiume, le due città si evolsero separatamente, diventando due città indipendenti fino all'unificazione avvenuta nell'XI secolo per opera degli Almoravidi.
Un ottimo esempio di come i rifugiati contribuirono alla crescita della città di Fes è l'Università al-Qarawiyyin, costruita da un rifugiato tunisino nell'859, e considerata la più antica università del mondo.
 Miknasa e Maghrawa (927-1069)  

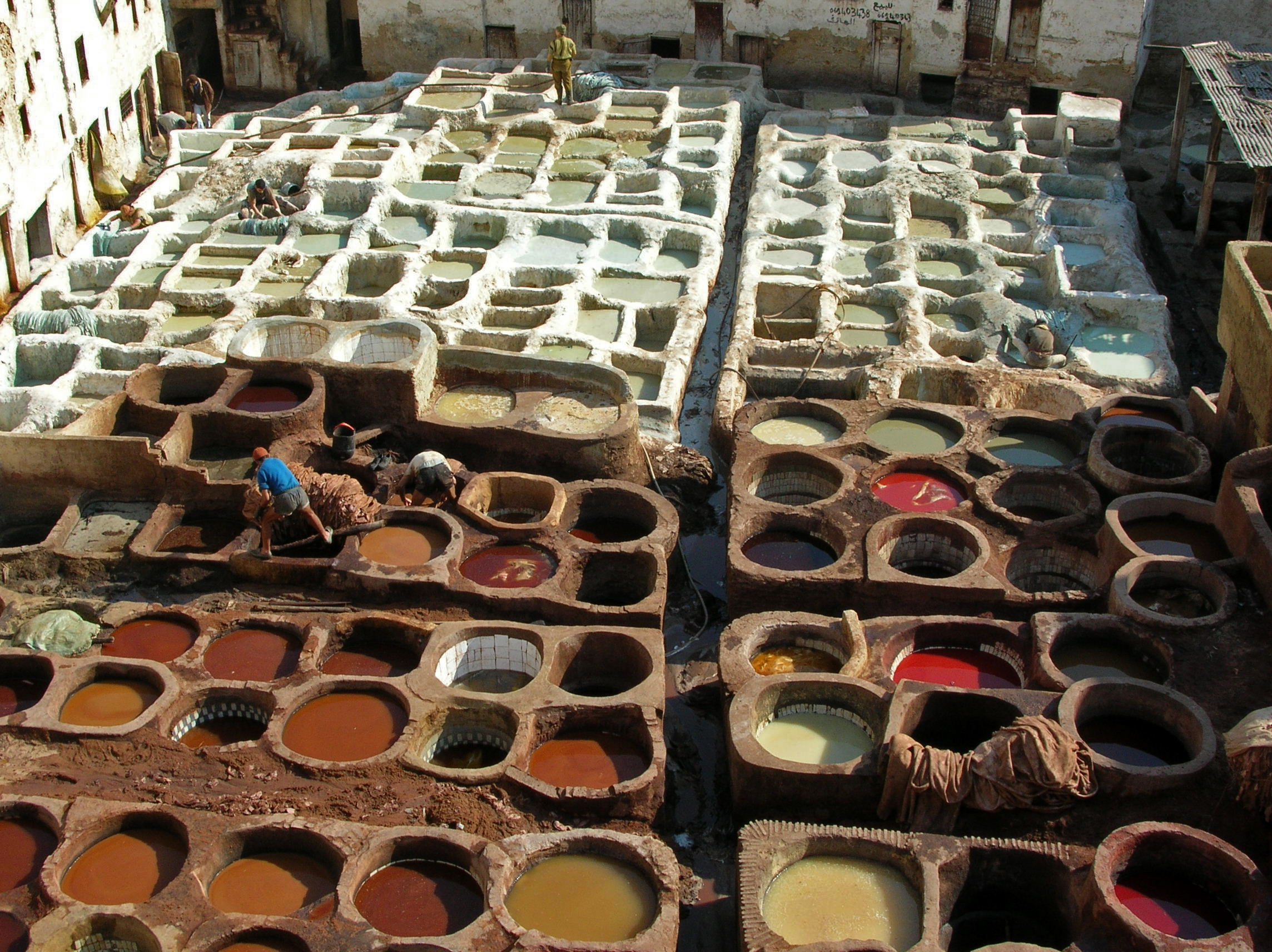
Le tradizionali concerie di pelle.

Durante il regno Maghrawa, Fes el Bali fu fiorente, e rimase la capitale del regno nell'odierno Marocco.
 Almoravidi e Almohadi (1069–1244) 
Durante il regno degli Almoravidi Fes perse lo status di capitale quando gli Almoravids fondarono Marrakech, nuova loro capitale.
Gli Almoravidi distrussero gran parte di Fes el Bali, ma ricrearono l'odierna Fes el Bali quando unificarono le città gemelle tramite la costruzione di ponti sul fiume Fes.
Durante il regno degli Almohadi, Fes fu una fiorente città di commercio con una popolazione di 120 000 abitanti, anche se non fu capitale, grazie ai numerosi immigrati andalusi.
 Dinastia dei Merinidi (1244–1472) 
Dopo aver sconfitto gli Almohadi in Marocco, i Merinidi spostarono la capitale da Marrakech a Fès. Questo segnò l'inizio del più grande periodo della storia di Fes el Bali. Quando i Merinidi spostarono la capitale a Fes nel 1276, iniziarono la costruzione di una nuova città all'esterno delle antiche mura. Inizialmente la chiamarono la Città Bianca, ma dopo qualche tempo prese il nome di Fes Jdid, o Nuova Fes. È sempre in questo periodo che Fes el Bali, o Vecchia Fes, prese il suo nome. Prima della fondazione di Fes Jdid si chiamava semplicemente Fès.
Molti dei principali monumenti di Fes el Bali furono eretti dai Merinidi. Nel XIV secolo fu aggiunto un mellah (quartiere ebraico) al tessuto urbano.
 Sultani Merinidi di Fes  
- 1215-1217: Abd al-Haqq I
- 1217-1240: `Uthman b. `Abd al-Haqq
- 1240-1244: Muhammad b. `Abd al-Haqq
- 1244-1258: Abū Yaḥyā b. ʿAbd al-Ḥaqq
- 1258-1286: Abū Yūsuf Yaʿqûb b. ʿAbd al-Ḥaqq
- 1286-1307: Abu Yaqub Yusuf al-Nasr
- 1307-1308: Abū Thābit ʿĀmir
- 1308-1310: Abū al-Rabīʿ Sulaymān
- 1310-1331: Abu Sa'id Uthman II
- 1331-1348: Abū al-Ḥasan b. ʿUthmān
- 1348-1358: Abū ʿInān Fāris
- 1358-1361: Prima crisi merinide: Inizio del «regno dei visir »
  - 1358-1358: Abu Zayyan Muhammad II
  - 1358-1359: Abū Yaḥyā Abū Bakr b. Fāris
  - 1359-1361: Abū Salīm Ibrāhīm
  - 1361-1362: Abū ʿUmar Tash[u]fīn
- 1362-1366: Abu Zayyan Muhammad II
- 1366-1372: Abū Fāris ʿAbd al-ʿAzīz b. ʿAlī
- 1372-1393: Seconda crisi merinide: Ripresa del « regno dei visir»
  - 1372-1373: Muḥammad al-Saʿīd
  - 1374-1384: Abū al-ʿAbbās (a Fès).
  - 1384-1386: Mūsā b. Fāris (Assicurò una specie d'interim durante il regno di Abū al-ʿAbbās)
  - 1386-1387: al-Wāthiq (Assicurò la seconda parte dell'interim durante il regno di Abū al-ʿAbbās)
  - 1384-1387: Abū Zayd ʿAbd al-Raḥmān (Durante il regno di Abū al-ʿAbbās à Fès regnò su Marrakesh)
  - 1387-1393: Abū al-ʿAbbās  (seconda parte del regno)
- 1393-1396: Abū Fāris ʿAbd al-ʿAzīz b. Aḥmad
- 1396-1398: Abū ʿÂmir ʿAbd Allāh
- 1398-1421: Abū Saʿīd ʿUthmān b. Aḥmad
- 1420-1465: Abū Muḥammad ʿAbd al-Ḥaqq

 Dinastia degli Wattasidi (1472 - 1550) 
La dinastia degli Wattasidi, era, come quella dei Merinidi, di discendenza berbera Zanata, e le due famiglie avevano un legame di parentela. Avendo potenti nemici sia a sud (dinastia Sa'diana) che a nord (Spagna e Portogallo), colpisce il fatto che questo piccolo sultanato sia riuscito a restare al potere per così tanto tempo. Alla fine perse il controllo di Fès a favore della dinastia Sa'diana nel 1554.
Sultani Wattasidi di Fes 
- 1472-1504: Abu Abd Allah al-Shaykh Muhammad ibn Yahya
- 1504-1526: Abu Abd Allah Muhammad al-Burtughali
- 1526-1526: Abu al-Hasan Ali ibn Muhammad
- 1526-1545: Abu l-Abbas Ahmad ibn Muhammad
- 1545-1547: Nasir al-Din al-Qasri Muhammad ibn Ahmad
- 1547-1549: Abu l-Abbas Ahmad ibn Muhammad
- 1547-1549: Abu Hassun Ali ibn Muhammad
- 1554-1554: Abu Hassun Ali ibn Muhammad

 Dinastia Sa'diana (1554 - 1659) 
Di nuovo Fes si trovò governata da un impero che preferì riportare la capitale a Marrakech. I Sa'diani giungevano da sud, riuscendo a sconfiggere gli Wattasidi. Durante il loro regno riuscirono a tenere sia l'Impero ottomano che il Portogallo fuori da Fes el Bali. Tra il 1603 ed il 1627 i Sa'diani nominarono a Fes un governante locale, anche se aveva in realtà pochi poteri.
Fino al 1554 solo nel Marocco Meridionale:
- 1509-1517: Abu Abd Allah Muhammad al-Qa'im
- 1517-1540: Ahmad al-Araj
- 1540-1557: Muhammad al-Shaykh (regna su tutto il Marocco dopo 1554)
- 1557-1574: Abd Allah al-Ghalib
- 1574-1576: Abu Abd Allah Muhammad II al-Mutawakkil
- 1576-1578: Abu Marwan Abd al-Malik I
- 1578-1603: Ahmad al-Mansur al-Dhahabi
- 1578-1603: Abu Faris Abd Allah (solo in alcune parti del Marocco)

1603-1659 sovrani Sadiani con sede a Marrakech
- 1603-1627: Zaydan al-Nasir
- 1627-1631: Abu Marwan Abd al-Malik II
- 1631-1636: al-Walid ibn Zaydan
- 1636-1654: Muhammad al-Shaykh al-Saghir
- 1654-1660: Ahmad al-Abbas

1603-1627 sovrani Sadiani con sede a Fès (solo con poteri locali)
- 1604-1613: Muhammad al-Shaykh al-Ma'mun
- 1613-1623: Abd Allah ibn al-Ma'mun
- 1623-1627: Abd al-Malik ibn Abd Allah
- 1627-1628: Ahmad ibn Zaydan

 Dinastia alaouita (1669 - 1912) 
In questo periodo Fes fu capitale della dinastia alouita, venne ulteriormente ingrandita ed abbellita con moschee, hammam e palazzi reali.
 Protettorato francese (1912 - 1956) 
I francesi decisero di spostare la capitale da Fes a Rabat, dove è rimasta fino ad oggi. In ogni caso Fes rimase una città molto importante. I francesi costruirono anche la Ville Nouvelle di Fes nel 1916. Nel gennaio 1944, è stato scritto il Manifesto per l'indipendenza in una casa della vecchia medina di Fes, situata oggi a Place de l'Istiqlal.
 Indipendenza (1956 - oggi) 
Fes è diventato un importante centro turistico ed economico marocchino. Fes el Bali ne è la principale attrazione turistica, e negli anni scorsi ha visto un aumento esponenziale del numero di turisti. L'attrazione principale è la stessa Medina, dove le persone vivono come hanno fatto per secoli, i mercati locali e le opere architettoniche. Paragonata ad altre città, come Marrakech, il turismo a Fes el Bali è ancora molto modesto.

## Minacce
Secondo l'UNESCO vi sono due principali pericoli per il patrimonio dell'umanità:
- Un costante incremento della popolazione in un'area già densamente sovrappopolata, e l'incontrollato sviluppo urbano che ne risulta.[1]
- Il deterioramento degli edifici.[1]

A causa della vulnerabilità del sito, lo Stato ha adottato uno speciale piano di protezione per ogni edificio e monumento contenuti al suo interno. L'obiettivo è quello di evitare il crollo delle case, aumentare il turismo sostenibile e salvaguardare il tutto.